# NGC 3613
NGC 3613 ist eine elliptische Galaxie vom Hubble-Typ E6 im Sternbild Großer Bär am Nordsternhimmel. Sie ist schätzungsweise 95 Millionen Lichtjahre von der Milchstraße entfernt und hat einen Durchmesser von etwa 105.000 Lichtjahren. Sie ist das hellste Mitglied der NGC 3642-Gruppe (LGG 232). 

Im selben Himmelsareal befinden sich u. a. die Galaxien NGC 3610, NGC 3619, NGC 3625.
Das Objekt wurde am 8. April 1793 von Wilhelm Herschel entdeckt.

## NGC 3642-Gruppe (LGG 232)
| Galaxie   | Alternativname | Entfernung/Mio. Lj |
| --------- | -------------- | ------------------ |
| NGC 3613  | PGC 34583      | 95                 |
| NGC 3625  | PGC 34718      | 90                 |
| NGC 3669  | PGC 35113      | 90                 |
| PGC 34704 | UGC 6344       | 90                 |